# Diario di una schizofrenica
Diario di una schizofrenica è un film del 1968 diretto da Nelo Risi,
ispirato al libro omonimo di Marguerite Sechehaye, il cui titolo originario sarebbe meglio tradotto come "Il caso Renée".

## Trama
Come nell'omonimo libro, il film narra la storia della adolescente Anna, malata di schizofrenia, dal ricovero in clinica fino all'incontro con Bianca, logopedista e studiosa del fenomeno. Da questo momento il rapporto fra Anna e Bianca diviene il centro della storia, in cui il confronto, la cura, la diagnosi e lo studio del caso sono le vere protagoniste dell'opera. Alla fine Anna rinascerà, forse liberata definitivamente dal suo male apparentemente incurabile. Tutta la storia è appuntata su un diario a cura di Bianca, diario che terminerà con la guarigione e la rinascita di Anna e a cui seguirà inevitabilmente il distacco fra Bianca e Anna, con i dolori per il distacco materno da un lato e la gioia di una nuova vita dall'altro.